# آننا دیاموند
آننا دیاموند (انگلیسی: Ana Diamond؛ زادهٔ ۱ اوت ۱۹۹۶) فعال سیاسی بریتانیایی-فنلاندی (سابقا با تابعیت مضاعف ایرانی) است. او از بنیانگذاران «اتحاد مبارزه با گروگانگیری دولتی» (The Alliance Against State Hostage Taking) است که در حاشیهٔ مجمع عمومی سازمان ملل متحد در سال ۲۰۱۹ تأسیس شد.
آنا دیاموند در رشته‌های «مطالعات فیلم» و «خداشناسی» تحصیل کرده‌است. او و پدرش در ایران دستگیر شدند و به اتهام «همکاری با سرویس‌های اطلاعاتی خارجی» در مرحله اول به اعدام محکوم شدند.
او نوهٔ غلامرضا حسنی امام جمعهٔ ارومیه است.

## دستگیری
در سال ۱۳۹۳، به همراه خانواده به ایران سفر کرد. آنا دیاموند مدتی بعد قصد بازگشت به انگلیس را داشت که به وی اعلام شد که ممنوع خروج است. این موضوع بیش از یک سال زمان برد و در این مدت در چند مرحله از سوی سپاه پاسداران مورد بازجویی قرار گرفت.
به دلیل پیشینه خانواده دیاموند، دادگاه ویژه روحانیت به پرونده آن‌ها رسیدگی کرد. آنا دیاموند و پدر وی در دادگاه بابت اتهاماتی نظیر «جاسوسی برای ام‌آی۶، موساد و سی‌آی‌ای»، «افساد فی الارض» و «توهین به مقدسات اسلام» به حکم اعدام محکوم شدند. تصاویر آنا دیاموند در کنار سیاست‌مداران بریتانیایی از جمله دیوید کامرون، بوریس جانسون و جنت ناپالیتانو از مصادیق اتهام «جاسوسی» عنوان شد. حکم دیاموند پس از مدتی به ۱۰ سال حبس تعزیری کاهش یافت. آنا دیاموند اواسط سال ۹۵ با قید وثیقه به بازداشت خانگی انتقال یافت.
در سال ۱۳۹۶ از کلیه اتهامات تبرئه شد و به لندن بازگشت.